# 傅元和
傅元和（1586年—1669年），字商梅，貴州遵義府桐梓縣人，明朝、南明政治人物。

## 生平
傅元和是天啟四年（1624年）副貢，授桂平縣知縣，任內教化士子、愛護人民，營辦學校、削減兵役；轉雲州知州，平定盜寇，獲王應熊以四川第一人才推薦。之後改任貴州督糧參議，兼任監軍副使；再調往下川南九年，升為雲南按察使和布政使。南明滅亡後去世，虛齡八十四歲。

## 引用
1. 1 2  錢海岳《南明史·卷六十三·列傳第三十九》：傅元和，字商梅，桐梓人。天啟四年副貢。授桂平知縣，教士愛民，興學平役。遷雲州知州，平寇亂，王應熊以全川人才第一薦。
2. ↑  錢海岳《南明史·卷六十三·列傳第三十九》：轉貴州督糧參議，兼監軍副使。調下川南，先後九年。擢雲南按察使，陞布政使。國亡後卒，年八十四。